# 1990 BL1
1990 BL1 är en asteroid i huvudbältet som upptäcktes 21 januari 1990 av den amerikanske astronomen Eleanor F. Helin vid Palomar-observatoriet.
Asteroiden har en diameter på ungefär 7 kilometer och den tillhör asteroidgruppen Eunomia.